# サンベイザー
『サンベイザー』(Sunbather) は、2013年6月11日にアメリカ合衆国のインディーズレーベル、デスウィッシュからリリースされたデフヘヴンのスタジオ・アルバムである。日本では同年6月19日にリリースされた。

## 楽曲執筆とレコーディング
デフヘヴンは2011年4月のデビューアルバム『ローズ・トゥ・ユダ』の発売から2011年9月までに新しい楽曲を書き始めた。この時には、新しい音源は本来は『ローズ・トゥ・ユダ』よりも「より早く、より暗く、非常に重く、遥かに実験的な楽曲」になる予定になっていたが、新しい楽曲は時が経過するに連れて、ヴォーカリストのジョージ・クラークは大半の楽曲は遥かに明るく、よりメロディックでポップスからの影響を受けた曲であるのに対し、楽曲の一部はより暗く、より攻撃的なものにした。『サンベイザー』の目標はデフヘヴンのサウンドを拡張させ「感情の完全なスペクトラム」を表現する事だったとクラークは述べた。バンドが『サンベイザー』で『ローズ・トゥ・ユダ』から発展させ革新させる為に幾つかの変更が行われた。当初の出来映えと発売直前の出来映えとでは大きな違いがあり、それはメンバー達をミュージシャンとして成長させる為の時間を与えた。デフヘヴンは主な収録曲目の変更も同様に行った。デフヘヴンの厳格なツアー・スケジュールや殆ど報酬を支払わず、結成当初のメンバー(クラークとギタリストのケリー・マッコイ)の強い労働倫理の為に、『ローズ・トゥ・ユダ』の前に確立していた収録曲目は解消された。結果として、『サンベイザー』の収録曲の殆どが無題の『デモ』がそうだった様にクラークとマッコイによって作曲された。楽曲制作の終わり頃にダニエル・トレイシーがドラマーとしてバンドに加入し、「彼のドラムの貢献は非常に大きい。彼は間違い無くアルバムの型を作るのを助けてくれた」とクラークは述べた。
メンバー達は2013年1月にカリフォルニア州のイーストパロアルトにあるジャック・シャーリーのアトミック・ガーデン・スタジオに入り、5日間で『サンベイザー』を収録した。デフヘヴンは過去の全てのレコーディング(『デモ』、『ローズ・トゥ・ユダ』、そして『デフヘヴン/ボッス・ドゥ・ナージュ』)においてシャーリーと仕事をしていた。クラークは楽曲の異なるスタイルは本来は別のプロデューサーを採用する事に繋がると理解していたが、彼らは既にシャーリーと仲良くなっていたので、最終的にはデフヘヴンは今回も再びシャーリーに依頼する事を選んだ。シャーリーのプロデューサーとしての役割について、クラークは「今回の収録では、彼の過去の仕事と比べて彼は間違い無く遥かに大きな役割を果たした。率直に俺達がこれを一緒に完成させたいと思った。本当に素晴らしかった」と言った。バンドが『ローズ・トゥ・ユダ』のレコーディングをしていた時、メンバー達は楽曲の中心部分を作らなかった。結果として、クラークとマッコイは『サンベイザー』を過去のアルバムよりも「より大きくよりすべすべとしたサウンド」にしようとしていた。デフヘヴンは求めていたサウンドを得る為に幾つかのスタジオの技法を採用した。マッコイは殆どの楽曲で4つのギター・サウンドの層を作り、その他の曲でリード・ギターとリズム・ギターの両方で層を作った。ギターはマイ・ブラッディ・ヴァレンタインの「滑らかなギター・テクニック」に触発されて「目の眩む様な効果」を作る為に沢山のビブラート・ユニットを取り入れた。ヴォーカルにはミキシングの段階でエコーによる残響効果が施され、「スペイサー・セクションズ」がリボン型のマイクで録音された頃にアップテンポなドラムはより近くに置かれたマイクで録音され、「サンベイザー」は2インチのアナログ・コンパクトカセットに録音された。

## 収録曲
1. ドリーム・ハウス "Dream House"
2. イレシスティブル "Irresistible"
3. サンベイザー "Sunbather"
4. プリーズ・リメンバー "Please Remember"
5. ヴァーティゴ "Vertigo"
6. ウィンドウズ "Windows"
7. ザ・ピーカン・ツリー "The Pecan Tree"
8. コーディ "Cody" （日本盤ボーナス・トラック）

## メンバー
- ジョージ・クラーク（ボーカル）
- ケリー・マッコイ（ギター）
- スティーヴン・クラーク（ベース）
- ダニエル・トレイシー（ドラムス）